# Les Royaumes d'Amalur : Reckoning
Pour les articles homonymes, voir Amalur.
Les Royaumes d'Amalur : Reckoning (ou Kingdoms of Amalur: Reckoning) est un jeu vidéo type RPG sorti en 2012 sur PlayStation 3, Windows et Xbox 360. Il est développé par 38 Studios et Big Huge Games, et est édité par Electronic Arts. Lors de l'annonce du jeu, en mars 2010, le jeu portait encore le nom de Project Mercury. La première bande-annonce a été diffusée lors du Comic-Con 2010 à San Diego.

## Développement
Le développement des Royaumes d'Amalur : Reckoning a été supervisé par le lead designer Ken Rolston qui avait déjà travaillé sur The Elder Scrolls III: Morrowind ainsi que sur sa suite, Oblivion. Le scénario et l'univers du jeu a été imaginé par l'écrivain R.A. Salvatore, célèbre notamment pour ses romans se déroulant dans l'univers des Royaumes oubliés. Todd McFarlane, créateur de Spawn, s'est occupé de la mise en image de cet univers.

## Système de jeu
Le joueur peut choisir son personnage parmi quatre races jouables, chacune possédant des compétences propres lui donnant une base pour commencer le jeu. Le personnage peut être personnalisé en choisissant son sexe, son visage, ses cheveux et ses accessoires. Le début du jeu dans la tour d’Allestar s'apparente à un tutoriel permettant d'introduire l’histoire au joueur et de l’habituer aux contrôles.

### Compétences, capacités et Destinée
À chaque niveau gagné, le joueur reçoit un point de compétence et trois points de capacité.
Les points de compétence servent à améliorer des talents généraux et indirectement liés au combat. Il existe neuf compétences : marchandage, furtivité, art de sage, persuasion, dissipation, observation, armurerie, alchimie et crochetage. Chacune de ces compétences possède trois niveaux d'apprentissage : élémentaire, expert, maître.
Les points de capacité permettent de débloquer de nouvelles techniques liées au combat. Ces points sont à répartir parmi trois catégories : Sorcellerie, Puissance et Finesse. Cela correspond globalement aux classes de mage, guerrier et voleur respectivement. En fonction du nombre de points investi dans une catégorie, le joueur peut alors choisir une Destinée, qui lui offre des bonus. Toutes les combinaisons sont possibles : optimisation maximale d’une catégorie, mélange de deux ou trois catégories.
Durant le jeu, le joueur peut rencontrer des tisseurs du destin (PNJ) qui, contre de l’argent, peuvent lui permettre de « renier le destin ». Cela retire tous les points de compétence et les capacités pour permettre au joueur de les redistribuer.

### Combat
Le personnage peut choisir de se battre avec deux types d’armes différentes. Il peut parer les coups ou les esquiver. Pendant une bataille, une jauge de destin se remplit au fur et à mesure que des ennemis meurent. Une fois pleine, elle permet au joueur de passer en mode Jugement. Ce mode slow motion a la particularité de pouvoir faire gagner davantage de points d’expérience et de réaliser une attaque finale unique.

### Gestion
Le jeu ne gère pas l’encombrement mais utilise un système plus classique où le nombre d’éléments (armes, armures etc.) sont comptés et ne peut dépasser une quantité donnée.
Les transferts rapides sont présents dans ce jeu comme dans beaucoup d’autres RPGs. À partir de la carte du monde, le joueur peut se rendre dans tous les lieux déjà explorés et voir les destinations liées aux quêtes.

## L'univers

### Les races jouables
Toutes ces races ont des caractéristiques naturelles propres que le joueur peut exploiter au courant du jeu.
- Les Almains :

Les Almains sont des humains valeureux très attachés à l'idéal de l'ordre dans toutes choses. Ils détestent le chaos et c'est pourquoi ils imposent une structure et un rituel à tout ce qu'ils entreprennent. Ils se sont établis dans l'un des royaumes les plus impérialistes de tout Amalur. Ils sont très fiers de leur longue et illustre tradition militaire. Leur divinité principale est Mitharu, le dieu de l'ordre, qui guide tous les aspects de leurs vies. Quelques Almais sont venus vivre en Faelie afin d'échapper à la rigidité de leur religion et de leur mode de vie établis dans leur royaume. Mais, malgré le fait qu'ils soient loin de chez eux, ils continuent d'honorer les pratiques guerrières de leurs ancêtres ainsi que leurs coutumes. Leur apparence physique, contrairement aux alfars, varie énormément. Leur peau peut avoir la pâleur de la neige ou être extrêmement foncée. Les Almains sont avant tout liés par leur conviction et leur culture communes.
Bonus Raciaux : +1 Alchimie, +2 Armurerie, +1 Persuasion
- Les Varanis :

Les Varanis sont des humains répartis en différents clans dans tout Amalur. Ils considèrent la mer comme un second foyer et sont réputés pour être de grands voyageurs et marins. Très différents de Almains, leur culture est plus rude et moins raffinée. Cependant, ils ont apporté le commerce et un certain niveau de civilisation en Faelie. Malgré leur manque de motivation dans la participation à la Guerre de Cristal, beaucoup de Varanis ont été engagés comme mercenaires. Leur férocité sur les champs de batailles leur ont valu une réputation bien méritée comme alliés précieux. Les Varanis sont caractérisés par leur désir d'éviter un gouvernement autoritaire qui briderait leur liberté. C'est pourquoi ils vivent éloignés des royaumes almains.
Bonus Raciaux : +1 Observation, +2 Crochetage, +1 Marchandage
- Les Dokkalfars :

Les Dokkalfars, les elfes sombres, sont caractérisés pour leur talents en magie et le privilège qu'ils accordent à la diplomatie. Ce sont de grands manipulateurs qui contrôlent les faits et gestes des autres en restant dissimulés. Ils méprisent la guerre ouverte et préfèrent la subtilité et la stratégie. Leur nature charismatique poussent les gens à leur faire confiance au mépris des conséquences à la clef. Malgré cet aspect, lors de la guerre de Cristal, ils ne se battent pas uniquement leur propre survie mais également pour enrayer la menace des Tuathas.
Bonus raciaux : +1 Artisanat de sage, +2 Furtivité, +1 Persuasion
- Les Ljosalfars :

Les Ljosalfars sont un peuple fier et insulaire. Ils mettent tout en œuvre pour refaçonner la nature selon leur volonté. Ils ont une grande résistance au mauvais climat, car ils vivent dans un milieu hostile. Bien qu'ils semblent moins accueillants que leur cousins Dokkalfars, les Ljosalfars ont un cœur généreux et secourent les voyageurs qui s'égarent dans leur contrées. S'ils montrent de la bienveillance envers les humains et les alfars, ils se méfient des Faes immortels.
Bonus Raciaux : +1 Alchimie, +2 Dissipation, +1 Artisanat de sage

### Les races non-jouables
- Les Faes :

Les Faes peuplent toute la Faelie et se scindent en deux types : les faes de l'été et les faes de l'hiver.
Si ces deux sous-espèces se différencient l'une de l'autre, elles montrent néanmoins des traits communs.
1. Les points communs :
Leur existence est rythmée par les Saisons, le Récit et le Grand Cycle. Lorsqu’un Fae meurt, sa magie rejoint le Grand Cycle, passe par celui-ci avant d’être réintégrée dans une enveloppe charnelle. Cependant, on ne sait pas s'ils regagnent le même corps, un autre d'une apparence similaire ou s’ils obtiennent une nouvelle enveloppe. La « réintégration » des faes dans leur enveloppe est un phénomène mystérieux qui n’a pas encore été compris. Pour les faes, tout se répète et ils croient que tout est écrit à l’avance et rien n’arrive par hasard. Les faes ne changent jamais et revivent les mêmes événements jusqu’à la fin des temps.
Les deux espèces entrent à un certain moment de la journée dans une sorte de transe qu'ils appellent le Songe. Le songe est un état qui permet aux faes d’entrer en communion avec la magie qui les anime.
2. Caractéristiques propres :
- Les Faes de l'Été :

Leur apparence physique frappe la plupart des mortels : une peau bleue, des cheveux dorés, rouges ou roses tirés vers le haut, une grande stature. L’iris de leurs yeux se détache sur une cornée noire. Parfois, ils rasent leur crâne. Leurs longues oreilles pointues comportent vers le milieu (anti-hélix) une « excroissance » que les Alfars –ou elfes- n’ont pas.
Les vêtements des faes de l’été, inspirés de la végétation fleurissante et verdoyante, se composent généralement de combinaisons moulantes de couleur verte se déclinant sous plusieurs modèles. Le modèle d’habillement, bouffant parfois au niveau des épaules et plutôt léger, est porté par les civils, les lanceurs de sorts et également par les nobles de la ville d’Ysa, dont le Haut-roi Titarion. Les armures des grands guerriers faes comportent des épaulières décorées de « branchages », des protections d’avant bras avec excroissances rappelant des bourgeons et, parfois, des capes. Au niveau caractère, ils sont soit sympathiques et enjoués soit indifférents et arrogants.
Capitale : les jardins d'Ysa, dans le Sidhe, à Dalentarth
institutions : la maison des Ballades, la Maison du courage, la Maison des Saisons.
- Les Faes de l'Hiver :

Au niveau de leur physique, les Faes de l'hiver sont caractérisés par une peau brune ou bleu foncé et des cheveux de couleur froide (bleu, turquoise, vert).
En Klurikon, leur vêtements évoquent la mort et la décomposition et sont décorés de crânes animaux, de feuilles mortes tandis qu'en Alabastra, ils rappellent le froid et le givre.  Les faes de l'hiver sont très différents de leur cousins occidentaux. Ils incarnent le côté sombre de la nature et sont de nature perfide et rusée bien qu'ils peuvent se montrer aimables en apparence. Beaucoup de Faes de l'hiver détestent les mortels et tentent soit d'abuser de leur confiance pour mieux les tromper soit de leur trancher la gorge.
Capitale : Bhaile, en Alabastra. (détruite)
institutions : La maison des Chagrins, la Maison de la fierté, la Maison de la Vengeance.
- Les gnomes :

Ces êtres ressemblent à des humains miniatures. Ils possèdent une grande intelligence et sont connus pour être de redoutables sorciers et de grands inventeurs. Leur société est fortement hiérarchisée. En bas de l'échelle, se trouvent les immigrés, ensuite viennent les citoyens, les prétoriens et finalement, les templiers. Ces derniers sont les politiciens qui dirigent Adessa et prennent les grandes décisions pour diriger le peuple gnome. Peu d'entre eux se soucient des autres peuples.
Capitale : Adessa, Apotyre, en Detyre.

### Personnages
- Alyn Shir : (VF - Claire Guyot)

Alyn shir est une dokkalfar qui joue un rôle clef dans l’intrigue principale de la guerre de Cristal (dans le jeu). La dame Shir, comme certains personnages l’appellent, occupe une fonction assez importante et se voit confier toute une série de missions secrètes et délicates comme sauver un traité de paix in extremis ou assassiner un diplomate. Nul ne sait cependant en quelle qualité cette belle dame est employée. Au niveau de l’apparence, ses cheveux noirs contrastent avec sa peau laiteuse qu’elle met en évidence par ses tenues séduisantes voire provocantes. Le « sans destinée » la rencontre pour la première fois, depuis sa résurrection, dans la hutte d’Arden. Les causes de la mort d’Arden, le tisseur du destin, reste un mystère bien qu’Alyn shir soutient que ce sont des Tuatha qui l’ont tué peu de temps avant son arrivée. Ce personnage est extrêmement mystérieux et ne se dévoilera que très peu au fur et à mesure de l’aventure. Dans le jeu, Chaque fois qu’une question proposée dans l’option de dialogue permettrait d’en savoir plus sur elle, elle l’évite ou la contourne avec une autre question. Il est difficile de la cerner et de connaître véritablement ses intentions, tout comme ses allégeances. Pourtant, elle vient en aide au « sans destinée » en le guidant dans sa mission et en lui prodiguant des conseils.
- Le haut Roi Titarion :

Titarion occupe le poste de haut roi depuis son arrivée en Amalur, il y a des siècles. Son peuple l’assimile à un soleil ou à une mer profonde.
Physiquement, il ressemble aux autres faes mais il se dégage de lui un charisme et une prestance inégalables. Ses yeux bleu glacier transpercent son interlocuteur jusqu’à l’âme et montrent toute la profondeur de la sagesse accumulée au cours de sa longue existence.
Peu de gens ont le privilège de le rencontrer en personne. Beaucoup de nobles vont se préparer dans la salle des ambassades au près de Oolana dans le but d’avoir cet honneur.
Parmi les derniers dignitaires à se présenter se trouvent : la grande chasseresse Hartwen, le seigneur de guerre Whenery, le vicomte Setter le prophète, et le grand mage fae Gorrenet.
Contrairement à ses semblables qui regardent les mortels avec méfiance, Titarion semble enthousiaste voire avide de partager sa sagesse avec les jeunes races mortelles. Le « sans destinée » est un des rares mortels à être reçu par la cour d’été et par le haut roi en personne. Titarion aurait proposé le rang de chevalier à Agarth pour service rendu et n’aurait pas été offensé quand ce dernier a refusé. Quelques ambassadeurs mortels Dokkalfars, Ljosalfars, Varani ou Almain sont parfois reçus par le haut roi mais il accède rarement aux requêtes formulées.
Titarion, créateur du Codex de la destinée, a partagé ses connaissances avec les premiers tisseurs du destin et leur a confié la garde du codex jusqu’à ce que le « sans destinée » le trouve. Hanté par les visions de la fin des immortels et troublé par les changements dans son royaume, Titarion est devenu grave et nostalgique. La mort du haut roi de la cour d’hiver et la prise de pouvoir de Gadflow ont atténué son éclat et le préoccupent. Ses sujets ne comprennent pas son appréhension ni ses avertissements car aucun d’entre eux n’a jamais connu la mort véritable. Il cherche au près du « sans destinée » un champion capable de préserver les traditions des faes. Le « sans destinée » intervient également pour préserver la cour de l’été et le règne de Titarion d’un complot orchestré par l’ambassadeur varani Brenner qui cherche à pousser les faes de l’été sur le chemin de la guerre.
- Agarth : (VF - Marc Alfos)

Agarth est un tisseur du destin varani que le "sans destinée" rencontre en sortant de la tour d 'Allestar. Autrefois, il était un grand guerrier qui a accompli de nombreux exploits, parmi lesquels son combat contre un dévoreur d'âme. Insatisfait par sa condition, il souhaita devenir un tisseur du destin. Cependant, il fut bien vite frapper de désillusions car il put ainsi voir sa propre mort. Dégoûté par cette vision, il sombra peu à peu dans l'alcoolisme. À un moment de sa vie, il fit la connaissance de Hugues Lefomorien, un érudit gnome. Peu de choses sont connues sur leur amitié mais il est certain qu'Agarth lui est très loyal. Dans sa vie bien remplie d'aventurier, il se rendit également en Alabastra et à Klurikon, où il fit la connaissance de Cydan, le paria. On peut dire que le vieux tisseur du destin connaît beaucoup de monde et a plus d'un tour dans son sac.
- Tilera : (VF - Juliette Degenne)

Il y a dix ans, la grande générale de l'armée alfar, Tilera, fut vaincue lors du siège de Mel Senshir par le grand sorcier Malwyn et le seigneur niskaru Balor que celui-ci avait invoqué. Accablée de remords et de honte, Tilera s'exile et tente de retrouver la lance de lumière dans le berceau de l'éte, mais peu importe ses efforts, elle n'y parvient pas. D'après les tisseurs du destin, elle serait destinée à échouer dans ce projet, jusqu'à ce qu'elle reçoive l'aide de "l'être sans destinée". La lance retrouvée, elle finit par recevoir l'aide de Rathir qui envoie des troupes afin de sauver Mel Senshir. Tilera tue Malwyn et le niskaru qui guide Balor, mais sa bravoure lui coûte cher. En effet, elle meurt des suites de ses blessures et ne peut pas voir la fin de la bataille et la défaite de Balor.
- Cydan :

Dit le Paria, Cydan est le prince de la Maison des Chagrins qu'il quitte pour vaincre Gadflow et défendre les traditions des faes de la cour d'hiver. Il forme alors un groupe de combattants : les Givres blancs. Ces derniers combattent les Tuathas, mais ne parviennent pas à entrer en Alabastra à cause du champion de la Maison de la Fierté qui bloque le passage. De plus, les membres des Givres blancs ne sont pas assez nombreux pour affronter directement Gadflow. C'est pourquoi Cydan contacte l'« être sans destinée » (qu'il appelle constamment briseur ou briseuse de siège) qu'il aurait connu avant sa résurrection à Allestar. Il va permettre à l'être sans destinée et à Alyn Shir de trouver Ventrinio, l'autre inventeur du puits des âmes. Après la défaite de Gadflow, Cydan aurait été aperçu par Agarth en pleurs près de la Maison des Chargins.

### Les factions
Le joueur a la possibilité de faire des quêtes de factions. Parmi ces dernières, se trouvent la Maison des Ballades, les Engagés, la Scholia Arcana, les Pérégrins, la Maison des Chagrins et la Maison du Courage. 
- La Maison des Ballades :

Située au nord de Glendara dans les forêts de Dalentarth, la maison des Ballades est une des institutions les plus anciennes créées par les faes. Sa fonction est de veiller sur les Ballades, les légendes anciennes de la cour d’été. Plusieurs bâtiments abritent ses différents membres composés d’une part, des héros et, d’autres, par des écuyers ou serviteurs de la maison. La maison est dirigée par la cour des enchantements, dont tous les membres sont les plus grands héros faes de la cour d’été.
- - Cette faction offre les quêtes suivantes : "la Ballade de Sire Sagrell", "la Ballade de Sangos","deux chevaliers, un trol", "Sous la surface", "Les Champions", "Le royaumes maudit", "le héros et la furie"
  - Membres notables : le Roi Wencen, la Reine Belmaid, Dame Oleyn, Sire Farrara, Sire Creth, Sire Airmer et Hallam le Blanc.
- La Scholia Arcana :

La Scholia Arcana est une institution créée pour les mages et, dont le siège principale se trouve à Rathir. Il existe également un chapitre à Ysa où les aspirants peuvent s'inscrire. Cette institution est très hiérarchisée et comporte différens rangs que le joueur peut atteindre en réalisant les missions qui lui sont soumises. Afin de faire officiellement partie de la Scholia Arcana, il faut réaliser une épreuve initiatique qui sert à juger le potentiel de l'élève. Lorsqu'une personne est admise, elle accède au rang de néophyte et, ensuite, si elle persévère, viennent les rangs de Docte, d' Adepte, et de savant. Le rang ultime pouvant être atteint est celui d'Archisage. La Scholia Arcana a une fonction secrète; elle existe afin de protéger Amalur de la menace de Ciara Sydanus, l'empyréenne noire. Il s'agissait d'une puissante sorcière qui maintint sous son joug les peuples des plaines d'Erathell. Son règne de terreur prit fin lorsque les fondateurs de la Scholia Arcana l'enfermèrent dans une dimension parallèle. Pour une raison inconnue, elle est libérée lorsque l'"être sans destinée" tente l'Epreuve de feu.
- - Cette faction offre les quêtes suivantes : "Épreuve du feu", "les ruines d'Aodh", "la mariée tourmentée", "Chutepierre", "le pouvoir de la foudre", "un esprit menacé" et "révélations"
- Les Pérégrins :

L'organisation des Pérégrins n'est ni plus ni moins qu'une guilde de voleurs. Le joueur pourra y accomplir différentes tâches dans lesquelles discrétion et furtivité sont de mise.

## Produits dérivés
Les Royaumes d'Amalur est une licence sous laquelle doivent être conçus d'autres produits tels que des comics, des romans ou encore des jouets.
Un projet de jeu vidéo en ligne massivement multijoueur intitulé Project Copernicus et prenant place dans le l'univers d'Amalur était en développement par la compagnie 38 Studios, société mère de Big Huge Games, avant que le studio ne licencie la totalité de ses employés, mettant ainsi fin au projet.

## THQ Nordic
En septembre 2018, Embracer Group, maison mère de THQ Nordic, rachète les droits de la licence à Electronic Arts. L'éditeur autrichien remporte avec lui, non seulement Les Royaumes d'Amalur : Reckoning, mais également le MMORPG qui n'a pas vu le jour.
En juin 2020, THQ Nordic annonce Les Royaumes d'Amalur : Re-Reckoning, version remastérisée du titre de 2012. Le jeu sera développé par Kaiko et sortira le 8 septembre 2020 sur Windows, Xbox One et Playstation 4.